# Euophrys proszynskii
Euophrys proszynskii es una especie de araña saltarina del género Euophrys, familia Salticidae. Fue descrita científicamente por Logunov, Cutler & Marusik en 1993.
Habita en Rusia.